# 電撃G's Festival!
『電撃G's Festival!』（でんげきジーズフェスティバル）は、アスキー・メディアワークスの美少女系ゲーム雑誌『電撃G's magazine』の増刊。2004年12月より不定期で刊行されている。
1-2タイトルに対象を絞った特集記事を掲載した冊子と、抱き枕カバーや下敷き・パスケース他のキャラクターグッズが3点ほどセットになっており価格は1500 - 4980円と本誌よりも高額である。
2007年11月より姉妹誌を相次いで発刊したが、2011年以降は『Festival!』と『Festival! COMIC』の2誌体制に落ち着いた。これら姉妹誌についても併せてここに記載する。

## 各号の内容
特集作品が1つの場合は、その作品が表紙となる。
| 号数   | 発売日         | 表紙・特集                                          | 付録 | 備考                          |
| ------ | -------------- | --------------------------------------------------- | --- | ----------------------------- |
| Vol.1  | 2004年12月16日 | ToHeart2                                            | 『ToHeart2』A4判マグネットポスター・ケース入りトランプ・2005年スケジュール帳                                                                                |                               |
| Vol.2  | 2005年9月15日  | 夜明け前より瑠璃色な                                | 『Fate/hollow ataraxia』両面枕カバー・「夜明け前より瑠璃色な」ジグソーパズル・携帯ストラップ（間桐桜・鷹見沢菜月）                                          | Fate/hollow ataraxiaも特集。  |
| Vol.3  | 2005年12月2日  | ToHeart2 XRATED                                     | 【SPECIAL BOX】タマ姉抱き枕カバー・愛佳携帯クリーナー・マウスパッド（3枚）                                                                                  | 18歳未満購入禁止              |
| Vol.4  | 2006年5月19日  | D.C.II 〜ダ・カーポII〜                             | 【SPECIAL BOX】朝倉由夢抱き枕カバー・朝倉姉妹ジグソーパズル・白河ななかパスケース                                                                           |                               |
| Vol.5  | 2006年5月25日  | つよきす                                            | 【ツンデレBOX】鉄乙女ボイス付き目覚まし時計・ツンデレ下敷き・カンバッジセット                                                                               |                               |
| Vol.6  | 2006年11月30日 | 夜明け前より瑠璃色な〜Brighter tha dawning blue〜   | 【SPECIAL BOX】フィーナ抱きマクラカバー・朝霧麻衣パスケース・よあけな両面下敷き                                                                             |                               |
| Vol.7  | 2007年2月16日  | ひぐらしのなく頃に祭                                | 【古手神社祭具セット】液晶シューティングゲーム『撃殺し編』・カードゲーム『死孵し編』・エンジェルモート特製コースターセット                                  |                               |
| Vol.8  | 2007年3月29日  | 灼眼のシャナ                                        | 【SPECIAL BOX】パスケース・シャナ抱き枕カバー・携帯クリーナー                                                                                               |                               |
| Vol.9  | 2007年6月30日  | リトルバスターズ!                                   | 【Treasure Box】クドリャフカ&唯湖抱きマクラカバー・携帯クリーナー・ジグソーパズル                                                                           |                               |
| Vol.10 | 2007年8月30日  | ななついろ★ドロップス Pure!!                        | すもも抱きマクラカバー・ジグソーパズル・携帯ストラップ |                               |
| Vol.11 | 2008年1月19日  | FORTUNE ARTERIAL                                    | 【SPECIAL BOX】東儀白抱きマクラカバー・特製ボイスCD・千堂瑛里華携帯クリーナー付きストラップ                                                                 |                               |
| Vol.12 | 2008年5月20日  | D.C.II P.S. 〜ダ・カーポII〜 プラスシチュエーション | キス・メモパッド、ハグ♥ 白河ななか等身大シーツ、タッチ♥ マウスパッド                                                                                        |                               |
| Vol.13 | 2008年12月19日 | 真・恋姫†無双 〜乙女繚乱☆三国志演義〜               | 【天下三分BOX】武将トランプ、曹操マウスパッド、関羽抱き枕カバー                                                                                             |                               |
| Vol.14 | 2009年1月23日  | 俺たちに翼はない                                    | 【CUTE & SEXY BOX】鳳鳴CANDY♥抱きマクラカバー、渡来明日香SEXY♥パスケース、日和子&鳴KISS ME♥マウスパッド                                                     |                               |
| Vol.15 | 2009年2月20日  | 夜明け前より瑠璃色な -Moonlight Cradle-             | 【HONEYMOON BOX】フィーナ抱きマクラカバー、エステル マウスパッド、シンシア 携帯クリーナー                                                                   |                               |
| Vol.16 | 2010年4月14日  | マリッジロワイヤル                                  | 【Happy♥Wedding BOX】大場湊新婚初夜抱きマクラカバー、深波&江奈ウェディングパスケース、秋田小町携帯クリーナー                                                | 当初の発売予定日は同年3月24日 |
| Vol.17 | 2010年7月28日  | Angel Beats!                                        | ゆりっぺ“戦士の休息”等身大抱きマクラカバー、天使等身大タペストリー、Girls Dead Monsterロゴキーホルダー                                                      |                               |
| Vol.18 | 2010年10月22日 | 恋と選挙とチョコレート                              | 住吉千里抱きマクラカバー、森下未散めがねふき、東雲皐月マウスパッド                                                                                          |                               |
| Vol.19 | 2010年12月11日 | 俺の妹がこんなに可愛いわけがない                    | 【神アイテム☆ぼっくす】にいてんご黒猫フィギュア、高坂桐乃マイクロファイバービッグタオル Webラジオ「俺の妹が（ラジオでも）こんなに可愛いわけがない」出張版CD |                               |
| Vol.20 | 2011年3月16日  | 穢翼のユースティア                                  | 【PREMIUM BOX】ティア“羽つき”抱きマクラカバー、300ピースジクソーパズル、ティア携帯クリーナー（レザーケースつき）                                            |                               |
| Vol.21 | 2011年6月17日  | Rewrite                                             | 【オカ研備品BOX】“中津静流” 抱き枕カバー、“鳳ちはや” にいてんごフィギュア                                                                                   | 当初の発売予定日は同年4月22日 |
| Vol.22 | 2011年8月18日  | 電波女と青春男                                      | 【PREMIUM BOX】藤和エリオBIGピローケース、キラキラ★エリオカードケース、300ピースジクソーパズル                                                              |                               |
| Vol.23 | 2011年9月16日  | ロウきゅーぶ!                                       | 【小学六年生BOX】袴田ひなた ぬぎぬぎおしり立体マウスパッド、ひなたのブルマ型カバー、慧心学園女バス にいてんごプロジェクト 永塚紗季                          |                               |
| Vol.24 | 2012年1月20日  | 真剣で私に恋しなさい!S                              | 【真剣最強BOX】松永燕もみもみ立体抱きマクラカバー、にいてんご九鬼紋白フィギュア                                                                             |                               |
| Vol.25 | 2012年3月9日   | フォトカノ                                          | 【MEMORIAL BOX】新見遙佳抱きマクラカバー、フォトスタンドクロック                                                                                            |                               |
| Vol.26 | 2012年4月20日  | D.C.III 〜ダ・カーポIII〜                           | 【主人公清隆クンなりきりBOX】森園立夏パスケース、風見学園新聞部取材メモパッド、芳野シャルル抱きマクラカバー                                                 |                               |
| Vol.27 | 2012年7月27日  | 恋と選挙とチョコレート PORTABLE                     | 【高藤学園入学BOX】東雲皐月"真夏のバカンス"立体マウスパッド、住吉千里ICカードケース、『恋と選挙とチョコレート PORTABLE』ネックストラップ                    |                               |
| Vol.28 | 2012年9月7日   | アクセル・ワールド                                  | 【SPECIAL BOX】黒雪姫 添い寝シーツ、黒雪姫マウスパッド、『アクセル・ワールド』オリジナルステッカーセット                                                    |                               |
| Vol.29 | 2012年11月30日 | ソードアート・オンライン                            | 【SPECIAL BOX】アスナ おふろタペストリー |                               |
| Vol.30 | 2013年1月16日  | 大図書館の羊飼い                                    | 【SPECIAL BOX】白崎つぐみ抱きマクラカバー |                               |
| Vol.31 | 2013年1月30日  | さくら荘のペットな彼女                              | 【SPECIAL BOX】さくら荘ヒロインズ にいてんごプロジェクト 青山七海 文化祭メイドVer.、椎名ましろマイクロファイバービッグタオル                                |                               |
| Vol.32 | 2013年4月19日  | リトルバスターズ!                                   | 【観戦セット】能美クドリャフカ等身大抱きマクラカバー、神北小毬いっしょにおふろフィギュア                                                                    |                               |
| Vol.33 | 2013年4月22日  | ビビッドレッド・オペレーション                      | 【DOCKING BOX】黒騎れい等身大抱きマクラカバー、黒騎れい ねんどろいどぷち                                                                                    |                               |
| Vol.34 | 2013年7月20日  | 俺の妹がこんなに可愛いわけがない。                  | 【神アイテム☆ぼっくす】にいてんご 高坂桐乃 いっしょにゲームVer.、黒猫 抱きマクラカバー ネコ耳Ver.                                                           |                               |
| Vol.35 | 2013年9月23日  | ロウきゅーぶ!SS                                     | 【SPECIAL BOX】湊智花 抱きマクラカバー |                               |
| Vol.36 | 2013年12月13日 | 戦国†恋姫〜乙女絢爛☆戦国絵巻〜                      | 【織田家秘蔵BOX】織田信長 抱きマクラカバー |                               |

## 電撃G's Festival! DELUXE
『電撃G's Festival!』の上級誌的扱い。定価も『電撃G's Festival!』より若干高い。2011年以降は『DELUXE』の刊行は停止しており、4000円を越えるような高額タイトルであっても通常の『Festival!』扱いとなっている。
Vol.1
2007年11月30日発売。ef - a fairy tale of the two.特集。
付録：【DELUXE BOX】立体マウスパッド・パスケース・携帯クリーナー
Vol.2
2008年2月21日発売。ToHeart2 AnotherDays特集。
付録：【PREMIUM BOX】タマ姉立体マウスパッド・河野はるみ抱きマクラカバー・携帯クリーナー
Vol.3
2008年6月30日発売。18歳未満購入禁止。リトルバスターズ! エクスタシー特集。
付録：【ECSTASY BOX】立体マウスパッド・パズル・トランプ
Vol.4
2009年7月23日発売。ToHeart2 PORTABLE特集。
付録：【DELUXE BOX】タマ姉 伸びる白水着ビッグサイズフィギュア
Vol.5
2009年11月26日発売。Key特集。
付録：【NEW YEAR BOX】能美クドリャフカ抱き枕カバー・トランプ・キーホルダー
Vol.6
2010年3月26日発売。Angel Beats!特集。
付録：“天使”のぬくもり等身大抱きマクラカバー・ゆりっぺねんどろいどぷち
Vol.7
2010年6月18日発売。クドわふたー特集。
付録：能美クドリャフカのびのび水着着せ替えフィギュア
Vol.8
2010年7月13日発売。真・恋姫†無双 〜萌将伝〜特集。
付録：【三国鼎立BOX】関羽 真・立体マウスパッド、魏軍集合！水着扇子、孫権マイクロファイバーミニタオル

## 電撃G's Festival! COMIC
隔月刊のコミック誌。『電撃G's magazine』増刊。

## 電撃G's Festival! ANIME
Vol.1は『月刊電撃コミックガオ!』増刊、Vol.2以降は『電撃G's magazine』増刊。ジャンル的には2005年まで刊行されていた『電撃アニマガ』の後継誌に当たる。
Vol.1（2008年冬号）
2008年2月9日発売。灼眼のシャナII大特集。
付録：【炎髪灼眼BOX】シャナフィギュア&近衛史菜フィギュア・特製トランプ
Vol.2（2008年秋号）
2008年11月25日発売。乃木坂春香の秘密特集。
付録：乃木坂春香ぷにぷに立体マウスパッド、とらドラ!VS禁書目録対決カンバッジセット、立体電撃ケータイデコシールセット
Vol.3（2009年秋号）
2009年9月29日発売。とある科学の超電磁砲特集。
付録：乃木坂春香等身大抱きマクラカバー